# Commeliniden
De groep van de Commeliniden is een "clade" en niet zozeer een taxon met een rang en een botanische naam. In het APG IV-systeem is deze clade de kroongroep binnen de eenzaadlobbigen of monocotylen. De Commeliniden vormen daar de zustergroep van de orde Asparagales.
| - 'angiosperms', bedektzadigen, Angiospermae - Amborellales - - Nymphaeales - - Austrobaileyales - 'mesangiosperms' - 'magnoliids', magnoliiden, Magnoliopsida - Chloranthales - - 'monocots' (Monocotyledoneae) - Acorales - - Alismatales - - Petrosaviales - - - Dioscoreales - Pandanales - - Liliales - - Asparagales - 'commelinids', commeliniden - Arecales - - Poales - - Commelinales - Zingiberales - Dicotyledonae, tweezaadlobbigen - Ceratophyllales - 'eudicots', Asteropsida, 'nieuwe' tweezaadlobbigen |
| → benoemde clades zijn omlijnd ← |

In de 23e druk van de Heukels wordt de naam Commeliniden gebruikt voor een groep eenzaadlobbige planten. Het gaat hier om een vertaling van de Engelse naam "commelinids" in het APG II-systeem en het APG III-systeem (dit was "Commelinoïden" in het APG-systeem, 1998). In deze clade worden de volgende ordes geplaatst, plus een familie die niet in een orde geplaatst is:
- clade Commeliniden
familie Dasypogonaceae
orde Arecales
orde Commelinales
orde Poales
orde Zingiberales

Ter vergelijking, de Commelinoïden in APG I hadden deze samenstelling:
- clade Commelinoïden
familie Abolbodaceae
familie Bromeliaceae
familie Dasypogonaceae
familie Hanguanaceae
familie Mayacaceae
familie Rapateaceae
orde Arecales
orde Commelinales
orde Poales
orde Zingiberales